# Isaac Pomerantchouk
Isaac Iakovlevitch Pomerantchouk (en russe : Исаа́к Я́ковлевич Померанчу́к, né le 7 mai 1913 (20 mai dans le calendrier grégorien) à Varsovie, Empire russe – mort le 14 décembre 1966 à Moscou, URSS) est un physicien soviétique. Il est le fondateur et le premier dirigeant de la division théorique de l'Institut de physique théorique et expérimentale. Membre de l'Académie des sciences de Russie, il a reçu à deux reprises le prix d'État d'URSS (1950, 1952).
La famille de particules pomeron (en) a été nommée en son honneur.